# Episodi di Being Human (serie televisiva 2011) (quarta stagione)
La quarta ed ultima stagione della serie televisiva Being Human, composta da 13 episodi, è stata trasmessa negli Stati Uniti sul canale via cavo Syfy dal 13 gennaio al 7 aprile 2014.
L'antagonista principale della stagione è Ramona.
In Italia la stagione è stata trasmessa dal 14 maggio al 25 giugno 2014 sul canale satellitare AXN Sci-Fi.
| nº | Titolo originale                     | Titolo italiano                 | Prima TV USA     | Prima TV Italia |
| -- | ------------------------------------ | ------------------------------- | ---------------- | --------------- |
| 1  | Old Dogs, New Tricks                 | Il ritorno di Sally             | 13 gennaio 2014  | 14 maggio 2014  |
| 2  | That Time of the Month               | Notte di luna calante           | 20 gennaio 2014  | 14 maggio 2014  |
| 3  | Lil' Smokie                          | Il lupo è ancora lì             | 27 gennaio 2014  | 21 maggio 2014  |
| 4  | Panic Womb                           | Nascita a sorpresa              | 3 febbraio 2014  | 21 maggio 2014  |
| 5  | Pack It Up, Pack It In               | La sicurezza del branco         | 10 febbraio 2014 | 28 maggio 2014  |
| 6  | Cheater of the Pack                  | Affari di famiglia              | 17 febbraio 2014 | 28 maggio 2014  |
| 7  | Gallows Humor                        | Confessioni dolorose            | 24 febbraio 2014 | 4 giugno 2014   |
| 8  | Rewind, Rewind...                    | Un futuro diverso               | 3 marzo 2014     | 4 giugno 2014   |
| 9  | Too Far, Fast Forward!               | In viaggio nel tempo            | 10 marzo 2014    | 11 giugno 2014  |
| 10 | Oh Don't You Die For Me              | Weekend coi lupi                | 17 marzo 2014    | 11 giugno 2014  |
| 11 | Ramona the Pest                      | La stanza nascosta              | 24 marzo 2014    | 18 giugno 2014  |
| 12 | House Hunting                        | Il peggior nemico               | 31 marzo 2014    | 18 giugno 2014  |
| 13 | There Goes the Neighborhood (Part 3) | Una strana convivenza - parte 3 | 7 aprile 2014    | 25 giugno 2014  |